# Камський провулок
Ка́мський прову́лок — зниклий провулок, що існував у Московському, нині Голосіївському районі міста Києва, місцевість Забайків'я. Пролягав від вулиці Миколи Грінченка до проспекту 40-річчя Жовтня (нині Голосіївський проспект). 

## Історія
Виник у 1-й половині XX століття під такою ж назвою. Ліквідований наприкінці 1970-х — на початку 1980-х років у зв'язку з частковою зміною забудови й переплануванням місцевості.